# Web Coverage Service
Web Coverage Service (WCS) (em português, Serviço de cobertura pela Internet) é um serviço que fornece comunicação eletrônica baseada na arquitetura cliente/servidor) de dados geográficos. Estas informações são existentes sob a forma de coberturas multi-dimensionais. Estas são compostas por valores ou propriedades referentes as localizações geográficas espaçadas de forma regular através de um, dois ou três eixos de um sistema de coordenadas geográfico, podendo também conter informação temporal, regular ou irregularmente espaçada. O WCS também pode fazer o tratamento de dados modelados como geo-campos, em complementação ao serviço WFS, que trata de dados modelados como geo-objetos, isto é, que representam entidades espaciais discretas e bem definidas.